# Йоахим Мруговски
Йоахим Мруговски (на немски: Joachim Mrugowsky) е германски доктор и офицер от СС.
Той е доцент, медицински докторант, началник на Института по хигиена на Вафен-СС, старши хигиенист в Райха, СС-лекар, СС и Вафен-СС полковник. Признат за виновен за военни престъпления в съдебния процес на лекарите и екзекутиран през 1948 г.

## Ранен живот
През 1925 г. Мруговски започва своето обучение по природни науки и медицина в университета в Хале. Завършва обучението през 1930-1931 г. с докторска степен по природни науки. От 1930 до 1931 г. е Хохшулгрупенфюрер (ръководител на университетска група) от клона на Националсоциалистическия германски съюз на студентите в Университета в Хале. След двугодишен стаж става помощник в Института по хигиена на Университета в Хале. Мруговски е доцент по хигиена в университета в Берлин от септември 1944 г.

## Кариера в Третия райх
От 1930 г. Мруговски дава своя принос за нацистката идеология, като първо е ръководител на местната националсоциалистическа германска студентска асоциация, а след това член на НСДАП (№ 210 049). През 1931 г. се присъединява към СС, където се издига до ранг Оберфюрер както в основния СС, така и във Вафен-СС. Мруговски координира човешките експерименти в концентрационния лагер Захсенхаузен, близо до Берлин. Това включва тестване на биологични бойни вещества, включително отровни куршуми.

## Процес и екзекуция
Той е замесен в нацистката експериментална програма, с изключение на авиационните експерименти, провеждани на затворниците в концентрационния лагер. Мруговски е осъден за престъпления срещу човечеството на смърт през август 1947 г. Обесен е на 2 юни 1948 г.